# Gouverneurshuis (Hoei)

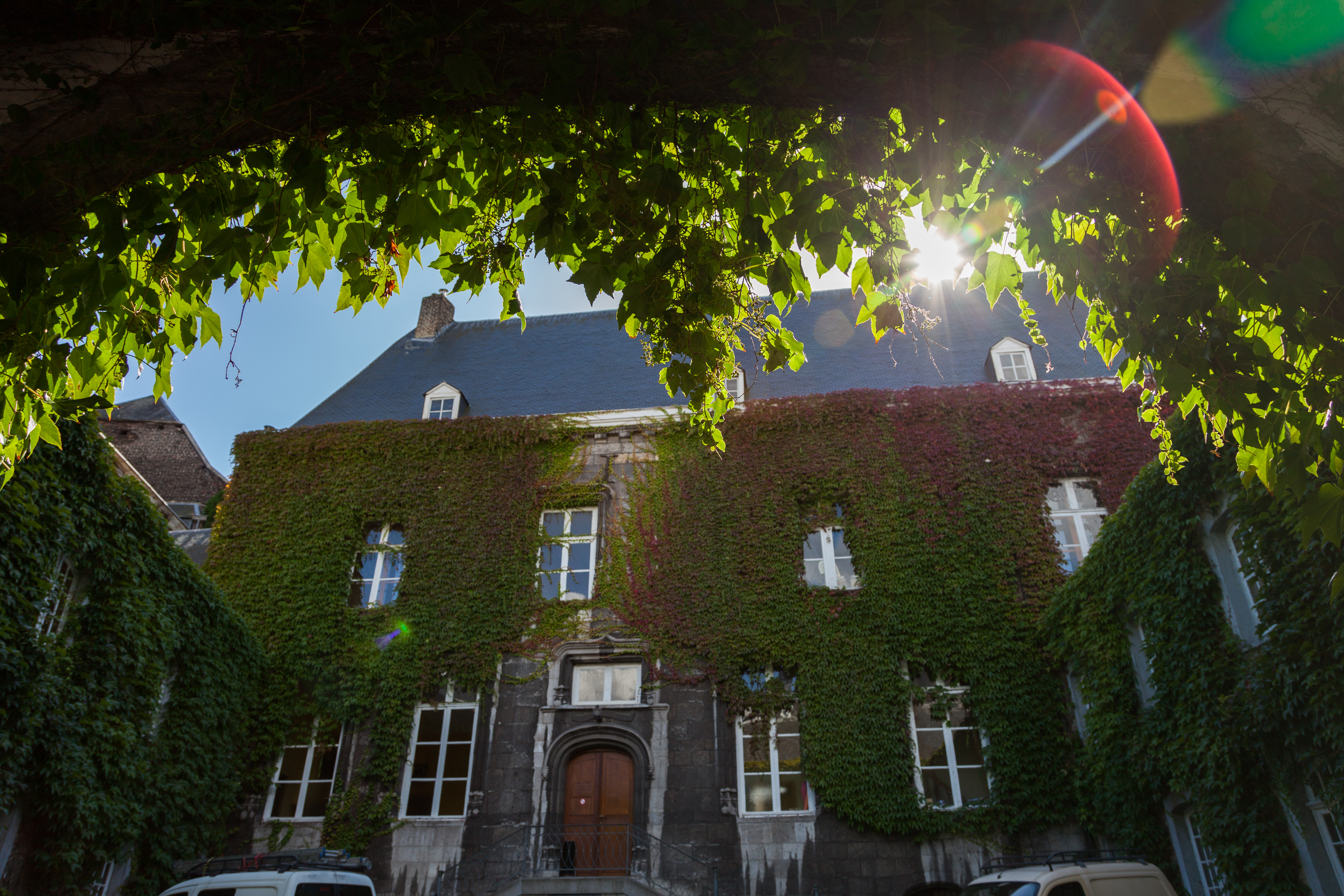
Gouverneurshuis in Hoei (België)

Het Gouverneurshuis van Hoei (16e eeuw, verbouwd 18e eeuw), met Franse naam Maison du Gouverneur, is eigendom van de stad Hoei (België). De stad verhuurde deze residentie al vanaf de 16e eeuw.
De naam ontstond in de jaren 1704-1715 toen Isaac Cronström, kolonel in Staatse dienst, gouverneur was van de stad Hoei. De Staatse troepen onder leiding van Menno van Coehoorn bezetten namelijk strategische punten in het prinsbisdom Luik, waaronder het fort van de prins-bisschop in Hoei. Zelf verbleef gouverneur Cronström niet in het fort maar in dit huis.
Na het militair bestuur van Cronström kwam de prins-bisschop opnieuw in bezit van de stad Hoei, dankzij het Barrièretraktaat (1715). Het Gouverneurshuis liet de prins-bisschop belangrijk uitbreiden en verfraaien, met een overwelfde gang naar het Minderbroedersklooster vlak ernaast. De prins-bisschop beval in 1715 ook, op vraag van de burgers van Hoei, het fort af te breken.
In 1933 werd het huis erkend als beschermd erfgoed van Wallonië. Thans heeft de stad Hoei er eigen administratie gehuisvest. Het huidige adres is Rue Vankeerberghen 14. 